# Тальянский, Илья Николаевич
Илья Николаевич Тальянский (при рождении Самсонов, род. 5 апреля 1974 года, Ленинград) — президент Федерации интеллектуальных игр в Израиле, известный участник спортивного варианта игры «Что? Где? Когда?» и телевизионной версии «Своей игры», редактор программ спутниковой телекомпании YES (Израиль).

## Биография
Уроженец Ленинграда, «петербуржец в четвёртом поколении». Окончил 205-ю школу с углублённым изучением испанского языка (г. Ленинград). Учился на факультете истории философии ЛГУ, но в 1992 году эмигрировал в Израиль. По образованию политолог (окончил университет имени Бар-Илана). Свою карьеру начинал и как продюсер различных музыкальных групп андерграунда. Работает выпускающим редактором программ израильской спутниковой телекомпании YES. Интеллектуальные игры являются основным увлечением Ильи: он не только участвует как игрок, но и сам составляет вопросы, а также занимается тренерской деятельностью. Занимает пост президента Федерации интеллектуальных игр в Израиле. Проживает в Тель-Авиве.
В интеллектуальные игры Илья пришёл случайно, посмотрев выступления команд в игре «Брейн-ринг». В спортивном «Что? Где? Когда?» Илья выступает за команду «Братья» и является её капитаном: к 2014 году Илья одержал шесть побед на чемпионате Израиля, выиграл множество синхронных турниров, стал призёром ряда Кубков наций. В Кубке Евразии, который является отборочным турниром к чемпионату мира, команда «Братья» выступает достаточно успешно. Илья был капитаном команды «Братья» на чемпионатах мира 2005, 2007 и 2012 годов, а в 2014 году в составе российской команды Павла Уточкина стал серебряным призёром чемпионата мира. В 2007 году Тальянский дебютировал и в телешоу «Своя игра»: в 19 играх он одержал девять побед. Также он известен как участник ещё одной телеигры по мотивам ЧГК — «Чеширский кот». В качестве тренера команд ЧГК Тальянский известен как наставник команд «Птица-говорун» и «42», за что в 2014 году получил приз лучшего тренера года.
Тальянский считает, что игра «Что? Где? Когда?» требует обширной эрудиции и много свободного времени, а «Своя игра» — ещё и везения, поскольку с ним в «Своей игре» можно выиграть абсолютно у кого угодно.